# Huidos (película)
Huidos es una película española dirigida por Sancho Gracia sobre un guion de Carlos Reigosa que se estrenó el 23 de abril de 1993 y que tuvo como actores principales a Tito Valverde, Sara Mora, Sancho Gracia, Javier Bardem y Uxía Blanco. Es la primera película dirigida por Sancho Gracia, que además protagoniza y produce.

## Sinopsis
Versa sobre la historia de un grupo de fugitivos durante la guerra civil española.

## Reparto
- Tito Valverde
- Sara Mora
- Uxía Blanco
- Sancho Gracia
- Fernando Vivanco
- Javier Bardem
- Francis Lorenzo
- Esther del Prado
- Lola Baldrich
- Ernesto Chao
- Xosé Manuel Olveira
- Aitor Merino
- Rodolfo Montero
- Iñaki Guevara
- Marisa Soto
- Beatriz Santana
- Orlando Malvida
- Sandra Tomé Argibay
- Mela Casal
- Celso Parada
- Pedro Díez del Corral

## Producción
José Luis Cuerda y Benito Rabal fueron los primeros candidatos para dirigirla, pero estaban ocupados con otros proyectos. Entonces, Manolo Matji se encargó de la dirección. Pero a la semana, decidió abandonar el rodaje.